# Casa dos Arcos (Conceição)
A Casa dos Arcos, Palácio dos Matos Azambuja ou Casa de Hintze Ribeiro, é um edifício nobre situado na Freguesia de Nossa Senhora da Conceição e São Bartolomeu, Município de Vila Viçosa, distrito de Évora, no Alentejo, em Portugal.
Tem uma localização privilegiada, pois está no centro de Vila Viçosa, perto do Paço Ducal, do Convento dos Agostinhos, do Convento das Chagas onde está atualmente instalada a Pousada D. João IV, do Santuário de Nossa Senhora da Conceição de Vila Viçosa, bem como do Castelo de Vila Viçosa.
Foi construída em 1599 por nobres que possivelmente estariam relacionadas com a Casa de Bragança, como indica a sua proximidade ao Paço Ducal.[carece de fontes?]
O Palácio dos Matos Azambuja, ou Casa dos Arcos, está classificado como [[Imóvel de Interesse Público] desde 2007.

## Descrição

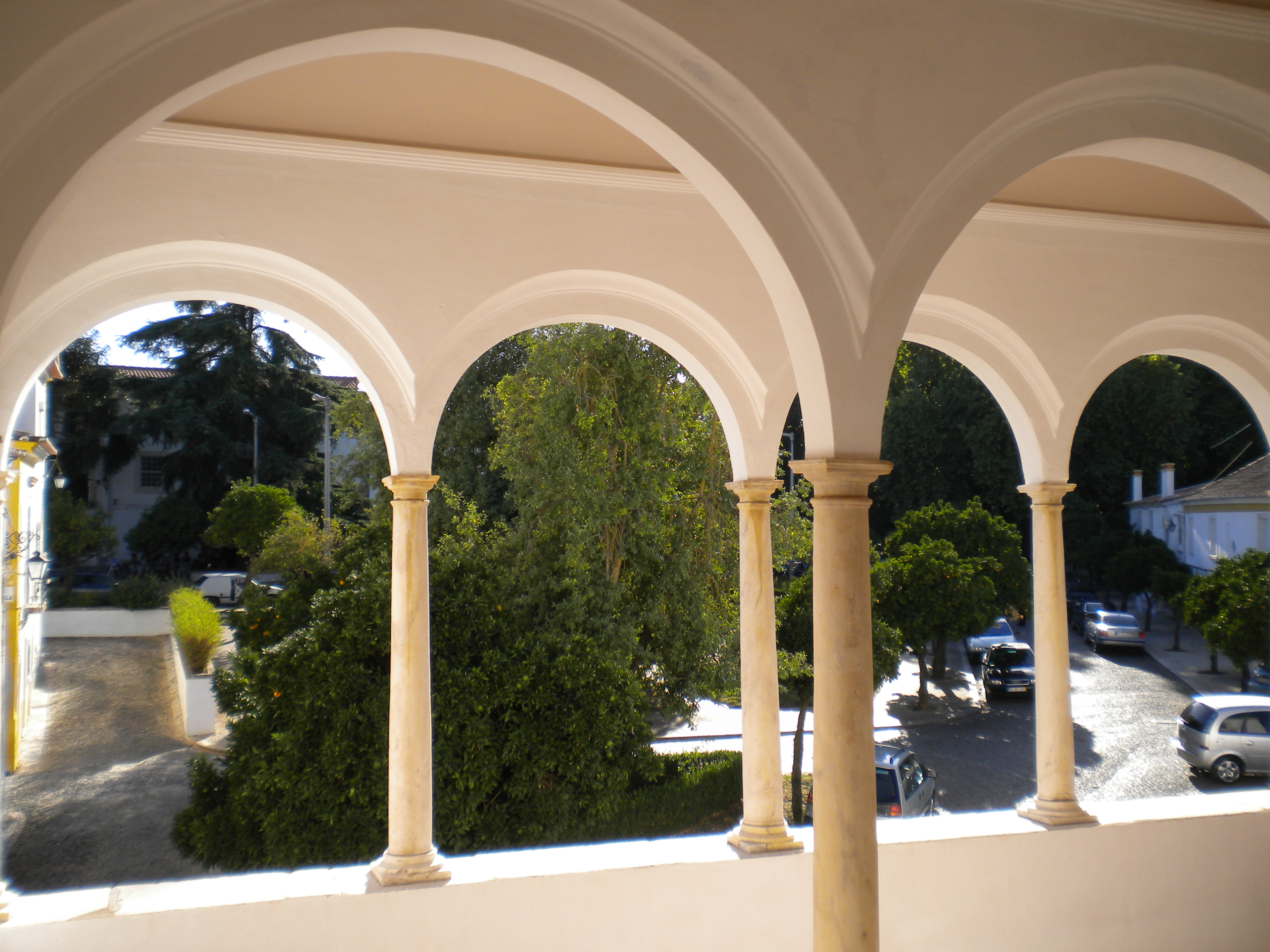
Claustros e perspectiva do exterior

O arquitecto Cuba Ramalho, nascido em Vila Viçosa e grande conhecedor do seu património, descreve desta forma este edifício:
O Palácio Matos Azambuja ou Casa dos Arcos é um dos edifícios cuja imagem externa se pode considerar das mais emblemáticas na arquitectura civil calipolense, revelando a magnífica loggia de finos fustes renascentistas, um sofisticado espaço de convívio com o exterior que traduz em si a qualidade de vivência própria do Sul.
Com a data de fundação em 1599 por fidalgos desconhecidos como refere Túlio Espanca, teve vários proprietários, sendo os últimos residentes até meados do século XIX que lhe deixaram o nome pelo que é hoje conhecido. 

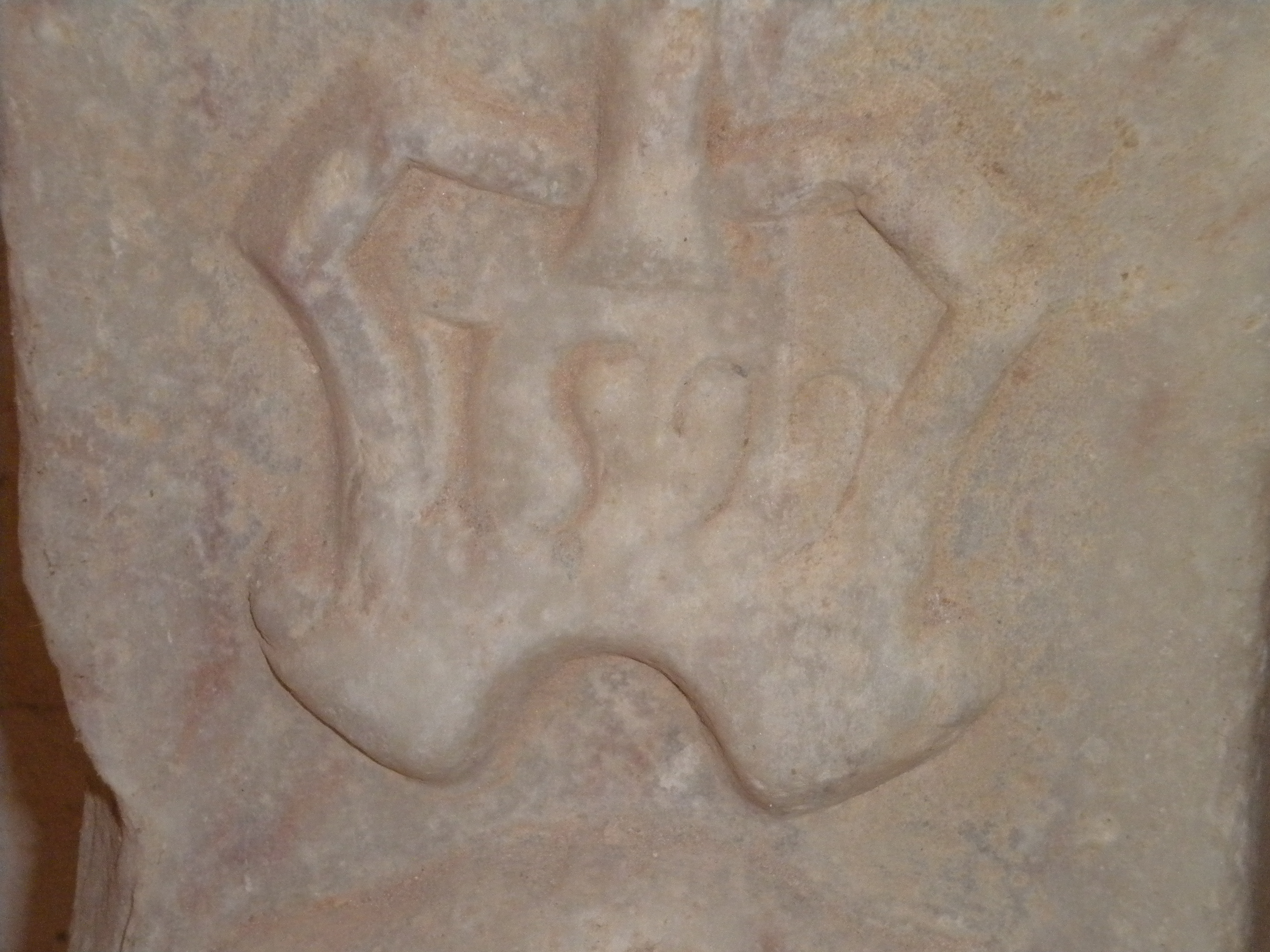
Pormenor de pedra mármore com data de 1599

Pertenceu a Maria Hintze Ribeiro,que o terá convertido num Turismo de Habitação de grande qualidade.
Após um período em que funcionou como unidade turística,foi desactivado desta função ,voltando a assumir um carácter residencial,tendo posteriormente sido adquirido por um particular.
O largo a que preside, em conjunto com a fantástica fonte de mármore, associado com toda a envolvente arbórea, casario, a vizinhança das torres do Panteão, o Paço, e a nesga de castelo que termina a perspectiva da rua do “lavadouro”, traduzem a excelência deste local e deste Solar, cujo significado independentemente do seu conteúdo interior é todo extraordinariamente feito na sua vocação e relação com a rua, que mais se acentua, quando apercebemos que para além da vertente urbana surge a vocação para o campo, cuja paisagem no tardoz se estende através do plano de quintais para além das colinas de São Bento e da Forca.
No topo norte do piso térreo passa a levada de água que irriga os quintais e hortas num escorrer companheiro com o ribeiro do Beiçudo que se estende por aproximadamente quatro quilómetros até quase ao Engenho do Papel onde este se junta com a ribeira de Borba.

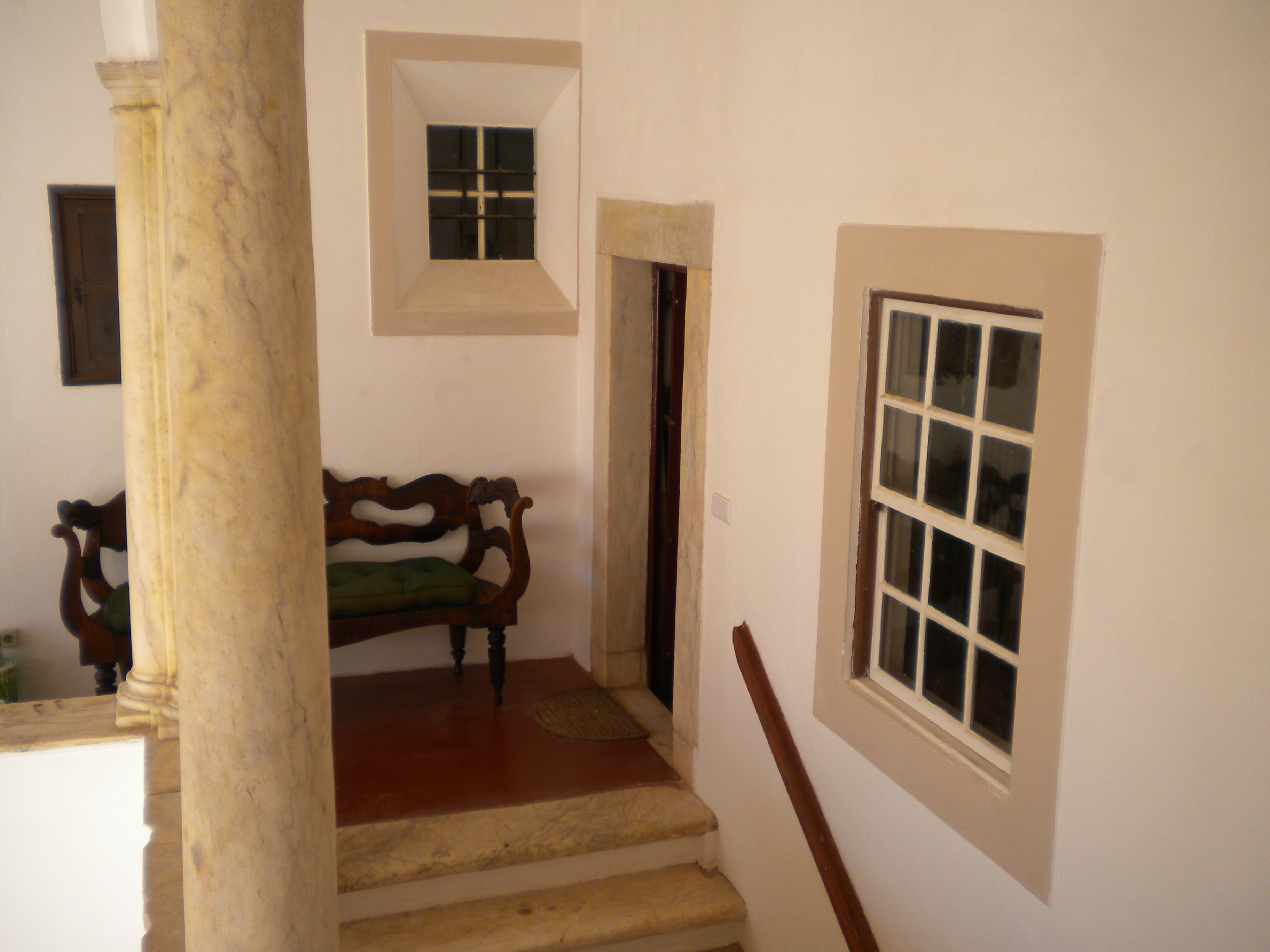
Escadaria para o andar nobre

Tempos houve em que a fonte ocupando o lugar central do largo onde hoje está o triângulo ajardinado, corria junto ao muro o Beiçudo passando por arco rasgado por baixo do 1º andar em alpendre, seguindo o curso que hoje é encanado.
Como todas as casas solarengas desta vila, a vertente rural é expressa neste solar em cujos baixos ainda são visíveis as cocheiras, as talhas e outros sinais próprios da arquitectura do vinho. O quintal e jardim, feitos em partes que se dividem, são enriquecidos com as ampulhetas da levada e o som de cascata que esta produz quando transita de plano junto do portão para a horta.
Os baixos mais antigos, apresentam múltiplas abóbadas nervuradas à semelhança de parte do quarteirão que inclui o Solar dos Lucenas e as casas de Tomé de Sousa no lado oposto da praça, cuja distribuição espacial configura a típica ligação por largo canal entre a entrada e os quintais. Pouco alteradas apresentam numa parte, divisões bem diferenciadas da estrutura original como são a habitação dos caseiros.

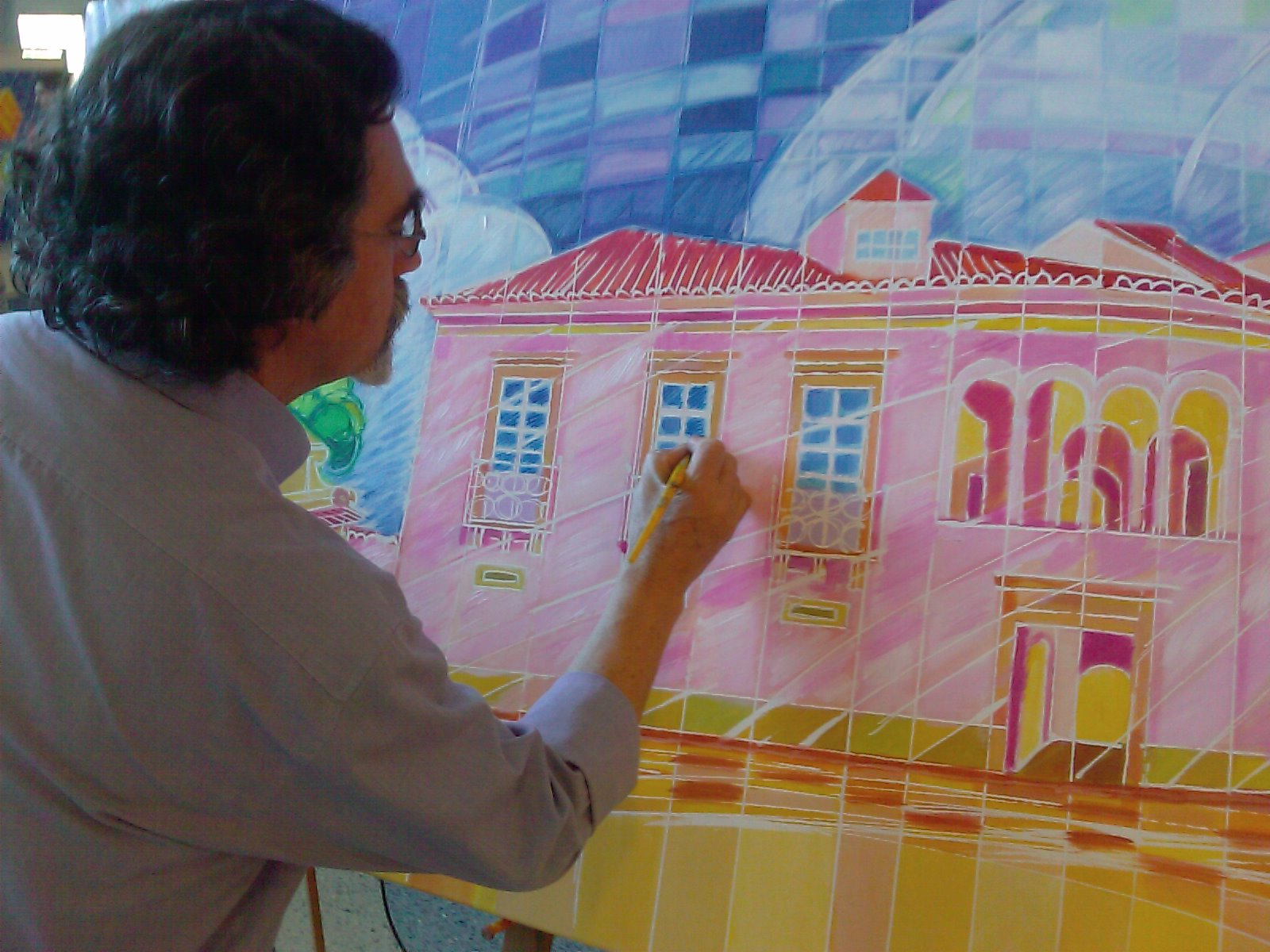
Palácio Matos Azambuja

O primeiro andar, sofreu modificações e adaptações durante o século XIX apresentando de alguma forma as funções originais desse tempo embora o sinal dos tempos modernos se apresente ao nível do equipamento e instalações sanitárias. 
Salienta-se a excelente relação dos salões com a Praça Martim Afonso de Sousa que através dos balcões estabelece uma relação privilegiada nas épocas de estio.
O sótão, mantendo-se na íntegra, é ocupado numa parte por cinco  quartos com salas com casas de banho individualizadas.
Sendo um interessante conjunto que ao longo dos tempos pouco se modificou, apresenta boas condições de habitabilidade e cuidados reconhecíveis como são as placas de aquecimento sem recurso a gás (eléctricas) nas áreas onde existe equipamento para aquecimento de alimentos.
Como curiosidade, há a assinalar que onde é hoje um jardim em frente à Casa dos Arcos,existiam antes diversas casas que foram destruídas para a construção da Avenida Duque de Bragança.Julga-se que numa dessas casas terá nascido a grande poetisa Florbela Espanca,cujos restos mortais se encontram no cemitério existente dentro do Castelo.